# Apostolepis kikoi
Apostolepis kikoi — вид змій родини полозових (Colubridae). Ендемік Бразилії. Описаний у 2018 році.

## Поширення і екологія
Apostolepis kikoi відомі зі кількома екземплярами, зібраними в районі ГЕС Мансу, при злитті річок Мансу і Каска, в муніципалітеті Чапада-дус-Гімарайнс в штаті Мату-Гросу, на висоті 811 м над рівнем моря.